# Gudbrandsdalsost
Gudbrandsdalsost ist eine Sorte Braunkäse (norwegisch: brunost) aus dem Gudbrandsdalen in Norwegen. Er wird aus (Kuh)molke (myse), Sahne (fløte), (Kuh)milch (melk) und ungefähr 10 % Ziegenmilch (geitemelk) hergestellt. Der Käse hat eine zart-braune Farbe und einen deutlichen Beigeschmack von Karamell, der aus dem besonderen Herstellungsprozess resultiert: Die Milch wird aufgekocht, bis der darin enthaltene Zucker karamellisiert und dem Käse seine charakteristischen Eigenschaften verleiht.
Üblicherweise wird er in dünn gehobelten Scheiben auf Knäckebrot oder hellem Brot gegessen, manchmal auch zusammen mit Konfitüre aus roten Früchten. Gelegentlich wird er auch zum Abschmecken von Saucen verwendet.
Im Jahr werden ungefähr 12 Millionen Kilogramm Braunkäse hergestellt, davon ist etwa die Hälfte Gudbrandsdalsost. Die erste sicher überlieferte Herstellung dieser Käsesorte datiert auf das Jahr 1850. Von vielen Norwegern wird dieser landestypische Käse heute als eine Art nationales Symbol angesehen.